# Polyrhaphis olivieri
Polyrhaphis olivieri es una especie de escarabajo longicornio del género Polyrhaphis, tribu Polyrhaphidini, subfamilia Lamiinae. Fue descrita científicamente por Thomson en 1865.
La especie se mantiene activa durante los meses de agosto y septiembre.

## Descripción
Mide 17-27 milímetros de longitud.

## Distribución
Se distribuye por Brasil y Guayana Francesa.